# Фудбалска репрезентација Србије до 19 година
Фудбалска репрезентација Србије до 19 година је национални фудбалски тим Србије за играче млађе од 19 година и под контролом је Фудбалског савеза Србије.

## Резултати

### Европско првенство
| Држава             | Година | Коло                              | ИГ                                | П                                 | Н*                                | ИЗ                                | ГД                                | ГП                                |
| ------------------ | ------ | --------------------------------- | --------------------------------- | --------------------------------- | --------------------------------- | --------------------------------- | --------------------------------- | --------------------------------- |
| Србија и Црна Гора | 2002.  | Није се квалификовала             | Није се квалификовала             | Није се квалификовала             | Није се квалификовала             | Није се квалификовала             | Није се квалификовала             | Није се квалификовала             |
| Србија и Црна Гора | 2003.  | Није се квалификовала             | Није се квалификовала             | Није се квалификовала             | Није се квалификовала             | Није се квалификовала             | Није се квалификовала             | Није се квалификовала             |
| Србија и Црна Гора | 2004.  | Није се квалификовала             | Није се квалификовала             | Није се квалификовала             | Није се квалификовала             | Није се квалификовала             | Није се квалификовала             | Није се квалификовала             |
| Србија и Црна Гора | 2005.  | Полуфинале                        | 4                                 | 3                                 | 0                                 | 1                                 | 9                                 | 5                                 |
| Србија и Црна Гора | 2006.  | Није се квалификовала             | Није се квалификовала             | Није се квалификовала             | Није се квалификовала             | Није се квалификовала             | Није се квалификовала             | Није се квалификовала             |
| Србија             | 2007.  | Групна фаза                       | 3                                 | 1                                 | 0                                 | 2                                 | 10                                | 10                                |
| Србија             | 2008.  | Није се квалификовала             | Није се квалификовала             | Није се квалификовала             | Није се квалификовала             | Није се квалификовала             | Није се квалификовала             | Није се квалификовала             |
| Србија             | 2009.  | Полуфинале                        | 4                                 | 2                                 | 1                                 | 1                                 | 5                                 | 5                                 |
| Србија             | 2010.  | Није се квалификовала             | Није се квалификовала             | Није се квалификовала             | Није се квалификовала             | Није се квалификовала             | Није се квалификовала             | Није се квалификовала             |
| Србија             | 2011.  | Полуфинале                        | 4                                 | 1                                 | 1                                 | 2                                 | 5                                 | 9                                 |
| Србија             | 2012.  | Групна фаза                       | 3                                 | 0                                 | 0                                 | 3                                 | 1                                 | 8                                 |
| Србија             | 2013.  | Шампиони                          | 5                                 | 3                                 | 2                                 | 0                                 | 7                                 | 4                                 |
| Србија             | 2014.  | Полуфинале                        | 4                                 | 1                                 | 3                                 | 0                                 | 4                                 | 3                                 |
| Србија             | 2015.  | Није се квалификовала             | Није се квалификовала             | Није се квалификовала             | Није се квалификовала             | Није се квалификовала             | Није се квалификовала             | Није се квалификовала             |
| Србија             | 2016.  | Није се квалификовала             | Није се квалификовала             | Није се квалификовала             | Није се квалификовала             | Није се квалификовала             | Није се квалификовала             | Није се квалификовала             |
| Србија             | 2017.  | Није се квалификовала             | Није се квалификовала             | Није се квалификовала             | Није се квалификовала             | Није се квалификовала             | Није се квалификовала             | Није се квалификовала             |
| Србија             | 2018.  | Није се квалификовала             | Није се квалификовала             | Није се квалификовала             | Није се квалификовала             | Није се квалификовала             | Није се квалификовала             | Није се квалификовала             |
| Србија             | 2019.  | Није се квалификовала             | Није се квалификовала             | Није се квалификовала             | Није се квалификовала             | Није се квалификовала             | Није се квалификовала             | Није се квалификовала             |
| Србија             | 2020.  | Отказано због пандемије ковида 19 | Отказано због пандемије ковида 19 | Отказано због пандемије ковида 19 | Отказано због пандемије ковида 19 | Отказано због пандемије ковида 19 | Отказано због пандемије ковида 19 | Отказано због пандемије ковида 19 |
| Србија             | 2021.  | Отказано због пандемије ковида 19 | Отказано због пандемије ковида 19 | Отказано због пандемије ковида 19 | Отказано због пандемије ковида 19 | Отказано због пандемије ковида 19 | Отказано због пандемије ковида 19 | Отказано због пандемије ковида 19 |
| Србија             | 2022.  | Групна фаза                       | 3                                 | 0                                 | 1                                 | 2                                 | 4                                 | 9                                 |
| Србија             | 2023.  | Није се квалификовала             | Није се квалификовала             | Није се квалификовала             | Није се квалификовала             | Није се квалификовала             | Није се квалификовала             | Није се квалификовала             |
| Србија             | 2024.  | Следи                             | Следи                             | Следи                             | Следи                             | Следи                             | Следи                             | Следи                             |
| Србија             | 2021.  | Следи                             | Следи                             | Следи                             | Следи                             | Следи                             | Следи                             | Следи                             |
| Укупно             | Укупно | 8/20                              | 30                                | 11                                | 8                                 | 11                                | 45                                | 53                                |

* Укључујући утакмице које су завршене извођењем једанаестераца.

## Селектори
| Време     | Име                   |
| --------- | --------------------- |
| 2019—     | Милан Лешњак          |
| 2019      | Иван Јевић            |
| 2018—2019 | Ненад Сакић           |
| 2017—2018 | Милош Велебит         |
| 2017      | Милан Обрадовић       |
| 2016—2017 | Милан Косановић       |
| 2015—2016 | Бранислав Николић     |
| 2014—2015 | Иван Томић            |
| 2013—2014 | Вељко Пауновић        |
| 2012—2013 | Љубинко Друловић      |
| 2012      | Зоран Марић           |
| 2011—2012 | Дејан Говедарица      |
| 2008—2010 | Александар Станојевић |
| 2006—2007 | Звонко Живковић       |
| 2005—2006 | Миодраг Радуловић     |
| 2004—2005 | Звонко Живковић       |
| 2003—2004 | Миодраг Мартаћ        |
| 2002—2003 | Слободан Павковић     |
| 2000—2001 | Миле Томић            |